# Wigiliusz z Tapsos
Wigiliusz z Tapsos (łac. Vigilius Tapsensis) – żyjący w V wieku biskup Tapsos, miasta w byłej rzymskiej  prowincji Afryka Prokonsularna. Data jego narodzin i śmierci pozostaje nieznana, wiadomo że jego działalność przypada na V wiek. 
Był zwolennikiem katolicyzmu, przez co wszedł w konflikt z ariańskim królem Wandalów, którzy rządzili wówczas tymi terenami. W związku z tym został w 484 roku wezwany przed oblicze Huneryka. W obawie o swoje życie Wigiliusz zbiegł z Afryki do Konstantynopola, gdzie został przyjęty z honorami. W stolicy cesarstwa napisał dzieła które przetrwały do naszych czasów. Był autorem tekstu opisującego fikcyjną debatę na temat trynitaryzmu. W tym utworze przedstawiał poglądy Ariusza, Atanazego, Sabeliusza i Fotyna z Sirmium. Było to więc zestawienie zdań różnych nurtów chrześcijaństwa: arianizmu, katolicyzmu, sabelianizmu i poglądów Fotyna na temat Trójcy Świętej. Jako zwolennik ortodoksji Wigiliusz rozstrzygał spór na korzyść Atanazego. W dziele Contra Felicianum Arianum potępił poglądy ariańskich Felicjan a w Adversus Eutychem skrytykował zwolenników Eutychesa. Wigiliuszowi przypisuje się wiele innych utworów, takich jak na przykład Contra Maribadum Arianum, Contra Palladium Arianum czy De Trinitate.
Przez Johanna Jakoba Griesbacha w pracy Diatribe in Locum 1 Joann V. 7, 8 (1806) był wskazywany jako inicjator wprowadzenia Comma Johanneum. Wydanie The New Testament, in an Improved Version, upon the Basis of Archbishop Newcome's New Translation: with a Corrected Text, and Notes Critical and Explanatory Thomasa Belshama (pochodząca z 1808 roku późniejsza wersja rewizji Nowego Testamentu w przekładzie Biblii króla Jakuba opracowanej przez anglikańskiego duchownego Williama Newcome’a) w uwagach wskazuje na Vigiliusa Tapsensisa jako pierwszego pisarza cytującego ten tekst. 

## Dzieła
- Contra Arianos Dialogus
- Contra Arianos Dialogus Probo Judice Interlocutoribus
- Contra Eutychetem Libri Quinqe
- Contra Felicianum Et Arianum De Unitate Trinitatis Optatum Liber
- Contra Marivadum Arianum Diaconum Libri Tres
- Contra Palladium Arianum Libri Duo
- De Trinitate Libri Duodecim
- Contra Felicianum Et Arianum De Unitate De Trinitate Libri Duodecim